# Липица (Словения)
Липица (словен. Lipica) — деревня в западной части Словении на границе с Италией. Примыкает к городу Сежана.
Известная породой лошадей, которых в этом посёлке разводят с 1580 года.

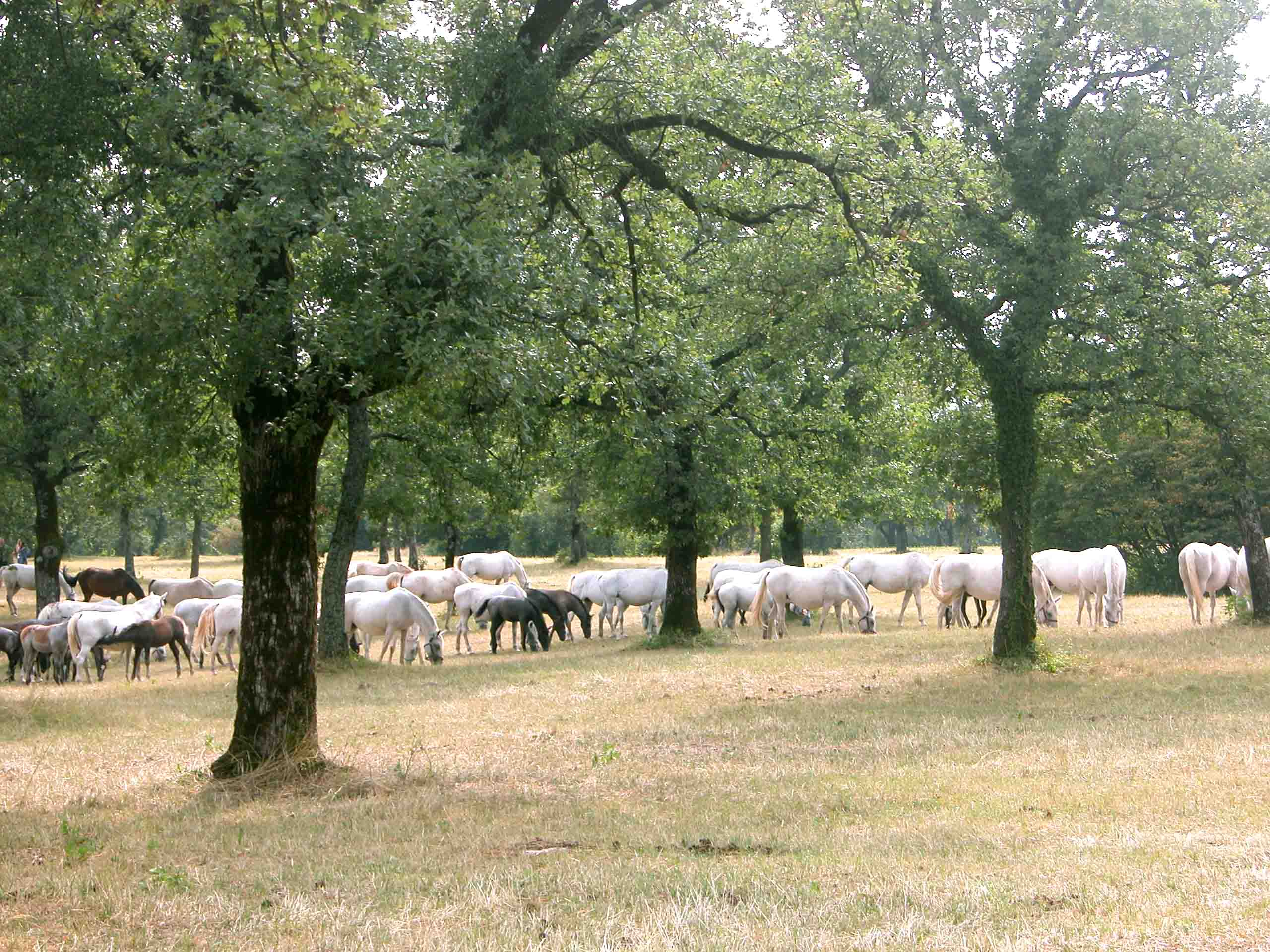
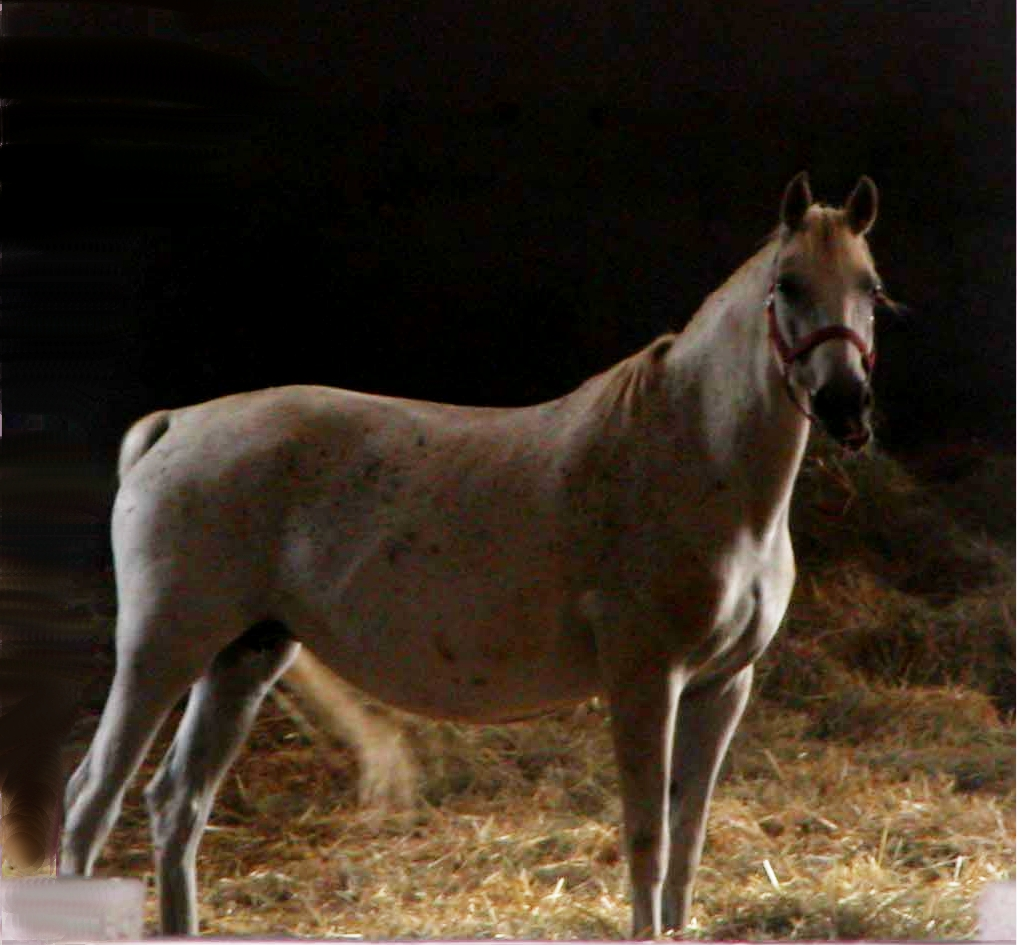
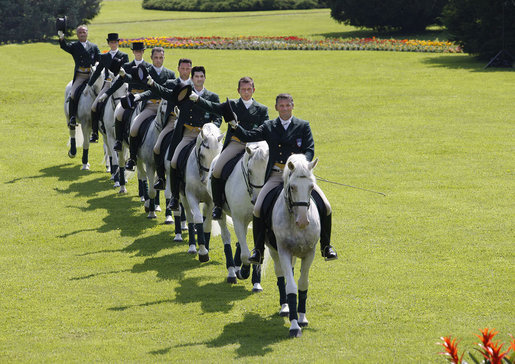